# Trichodectidae
Famille
Les Trichodectidae forment une famille de poux s'attaquant notamment aux espèces domestiques comme le bœuf, le mouton ou le cheval (genre Bovicola) ou le chien (genre Trichodectes).